# Phaonia thomsoni
Phaonia thomsoni este o specie de muște din genul Phaonia, familia Muscidae, descrisă de Malloch în anul 1921. Conform Catalogue of Life specia Phaonia thomsoni nu are subspecii cunoscute.